# 絲路 (歌曲)
《絲路》是馬來西亞歌手梁靜茹《絲路》專輯首波主打歌曲，由阿信作詞，王力宏作曲，於2005年9月16日發行。

## 製作
《絲路》由阿信作詞，王力宏作曲、王力宏編曲。

## 音樂錄影帶
| 歌名 | 導演   | 首播日期      | 首播媒介                            | 備註 |
| 絲路 | 關本良 | 2010年9月16日 | 滾石唱片ROCK RECORDS官方YouTube頻道 |      |